# Mežaparks
Mežaparks (também conhecido em alemão como Kaiserwald) é um bairro de Riga, Letônia. Ele está localizado na costa oeste de Lake Ķīšezers. O nome é traduzido literalmente como "parque florestal". O parque foi construído no início do século 20 e foi originalmente chamado de Kaiserwald. Foi um dos primeiros movimento de cidades-jardim .
O nome é traduzido literalmente como "parque florestal", foi construído no início do século XX e foi originalmente chamado Kaiserwald. Durante a Segunda Guerra Mundial, um campo de concentração foi localizado neste parque, e muitos judeus, ciganos, comunistas e outros opositores do Estado nazi foram assassinados nessas matas. Em 1944, uma breve batalha teve lugar em Kaiserwald entre as forças nazistas e seus colaboradores letãos contra o exército soviético. Os soviéticos venceram e rapidamente reconquistaram o resto de Riga.
Uma das zonas mais ricas de Riga, o parque alberga o Festival Letão de Canto e Dança, em finais de Julho de cada cinco anos, mais recentemente, em 2008.
Mežaparks é também o acolhimento do Zoológico de Riga e de diversas actividades desportivas. Existe também um parque de diversões em Mežaparks, o que torna o bairro um popular destino de Verão para os residentes de Riga.